# Hila (voornaam)
Hila of Hilla (Hebreeuws: הילה) is een meisjesnaam van Hebreeuwse oorsprong en betekent "halo", hetgeen is afgeleid van de Arabische voornaam Hala. Hila is ook een Afghaanse naam en betekent "hoop". De naam komt ook vooral voor bij Nederlanders die geboren zijn in Israël en Afghanistan.

## Bekende naamdragers
- Hila Klein (geboren in 1987), een Israëlisch-Amerikaanse YouTube comedian
- Hilla von Rebay (geboren in 1890, overleden 1967), een Duits-Amerikaanse schilder
- Hila Noorzai is een Nederlandse presentatrice en columnist